# Liste der Wappen und Fahnen der Schweizer Kantone
Diese Liste enthält die Wappen und Fahnen der Kantone der Schweiz.
Seit 1999 hat die Schweiz 26 Kantone. Von 1979 bis 1999 waren es 23 und davor, von 1815 bis 1979, waren es 22 (wobei drei Kantone, Unterwalden, Appenzell und Basel, in je zwei Halbkantone geteilt waren). Die 22 Kantonswappen bestehen seit der modernen Staatsgründung von 1815, teilweise werden die spätmittelalterlichen Wappen der Alten Orte weitergeführt. Die Kantonsfahnen sind Wappenbanner mit einem Seitenverhältnis von 1:1. Sie sind für den Zweck festlicher Beflaggung seit dem frühen 20. Jahrhundert geläufig.

## Entstehung und Geschichte
Seit der ersten Hälfte des 20. Jahrhunderts ist es üblich, dass die Schweizer Kantone ihr Hoheitszeichen sowohl in Fahnen- als auch in Wappenform führen. Die Darstellung ist dabei in Fahne und Wappe identisch (Ausnahmen sind Luzern, Schwyz und Tessin, wo die Teilung der Fahne um 90 Grad gedreht wird, bzw. das Wappen der Fahne mit waagrecht gehaltener Fahnenstange entspricht).

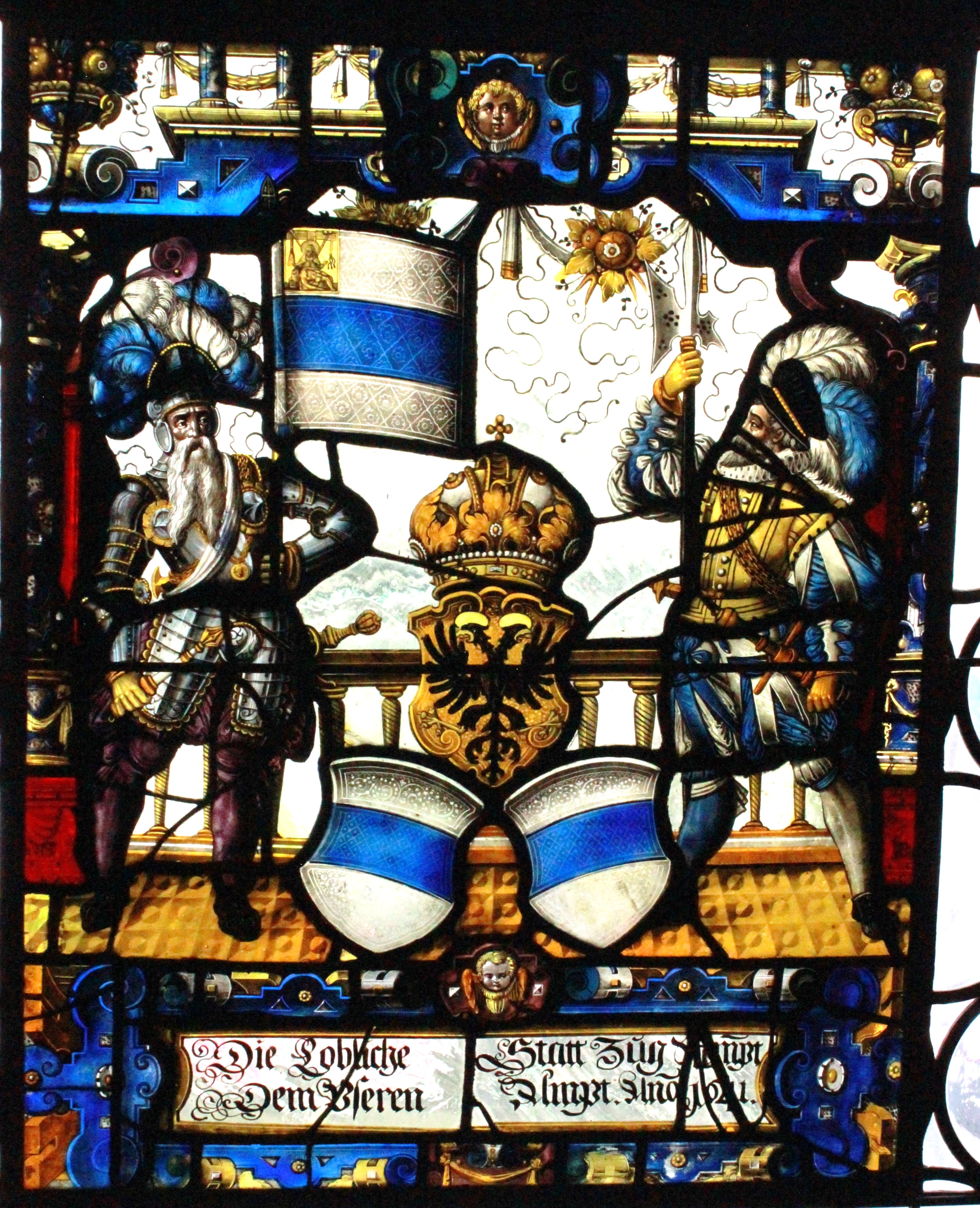
Standesscheibe von Zug (1641) im Rathaus von Sempach. Dargestellt sind zwei Kantonswappen unter dem Reichswappen (mit doppelköpfigem Reichsadler), flankiert werden die Wappen von einem Bannerträger und einem Schweizer mit Hellebarde. Dargestellt ist das Juliusbanner mit der Kreuzabnahme im Zwickelbild.

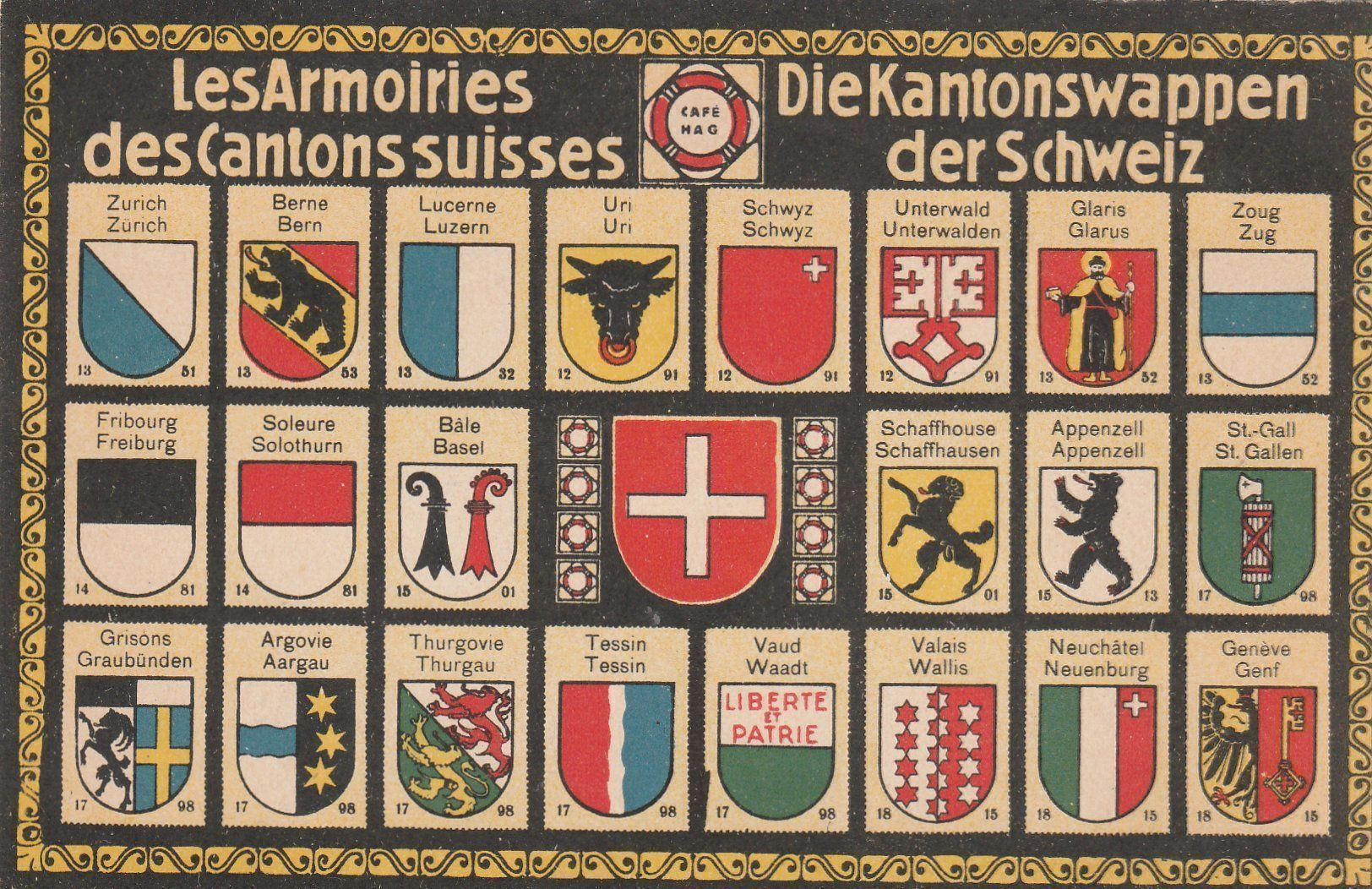
Darstellung der 22 modernen Kantonswappen in einer Postkarte von Kaffee Hag (um 1915)

Die Wappen der Dreizehn Alten Orte der Eidgenossenschaft gehen zurück auf die Banner der Kantone. Das Banner war das Feldzeichen eines Kantons und wurde nicht als «Fahne» bezeichnet (die Fähnlein waren Feldzeichen untergeordneter Einheiten). Diese Feldzeichen wurden um die Mitte des 15. Jahrhunderts zunehmend auch in Wappenschilden dargestellt, namentlich in den Standesscheiben, die sich seit dem späten 15. Jahrhundert grosser Beliebtheit erfreuten. Es wurde nun üblich, in diesen Darstellungen die kantonalen Wappenschilde mit Bannerträgern als Schildhaltern zu zeigen, so dass die kantonalen Wappen und Banner nebeneinander sichtbar waren.
Die Darstellung der Wappen der Dreizehn Orte ist seit 1500 weitgehend unverändert geblieben, Ausnahme ist die Hinzufügung des Schlüssels zum Wappen von Unterwalden (Obwalden) im 17. Jahrhundert. Nidwalden führte bereits im 15. Jahrhundert ein Banner mit Doppelschlüssel. Die Kennzeichnung des Halbkantons Appenzell Ausserrhoden mit den Buchstaben «VR» datiert bereits auf die Trennung der Halbkantone Appenzell 1597. Der Kanton Genf übernahm bei seiner Entstehung 1815 das alte Wappen der Stadt Genf.
Die anderen Kantonswappen sind modernen Ursprungs: St. Gallen, Aargau, Thurgau, Tessin und Waadt 1803, Wallis 1815, Basel-Land 1834, Neuenburg 1848, Graubünden 1932 und Jura 1979.
Die Banner der eidgenössischen Orte fanden seit dem 17. Jahrhundert keine militärische Verwendung mehr und wurden in Zeughäusern aufbewahrt. Als Fahnen wurden im 19. Jahrhundert die Feldzeichen einzelner Bataillone oder Regimente bezeichnet. Die kantonalen Truppen führten verschiedene solcher Fahnen in den kantonalen Farben, oft mit weissem Kreuz, und manchmal auch mit dem Kantonswappen, eigentliche «Kantonsfahnen» gab es zu dieser Zeit aber nicht. Ähnlich wurde auch mit der Staatsgründung von 1815 wohl ein eidgenössisches Wappen (und Siegel), aber keine eidgenössische «Fahne» eingeführt. Mit der Einführung des Eidgenössischen Heeres wurde ab 1831 als «Eidgenössische Fahne» das Schweizer Kreuz mit goldener Inschrift der Namen der einzelnen Kantone als Feldzeichen der Truppen der einzelnen Kantone eingeführt.
Um das Jahr 1890, mit der Planung der Darstellung der Kantonswappen in der Kuppel im Bundeshaus entstand der Wunsch nach einer verbindlichen Festlegung der Gestalt der Kantonswappen. Der Kanton Graubünden verzichtete aber weiter auf die Einführung eines Kantonswappens (Weiterverwendung der Wappen der Drei Bünde). Für die Darstellung der Kantonswappen in der Waffenhalle des Landesmuseums erging 1895 erneut eine Anfrage an Graubünden, wieder kam es zu keinem Entscheid, aber der Kunsthistoriker Josef Zemp schuf für diese Darstellung die Wappenform, die dann später (1932) als Kantonswappen eingeführt wurde.

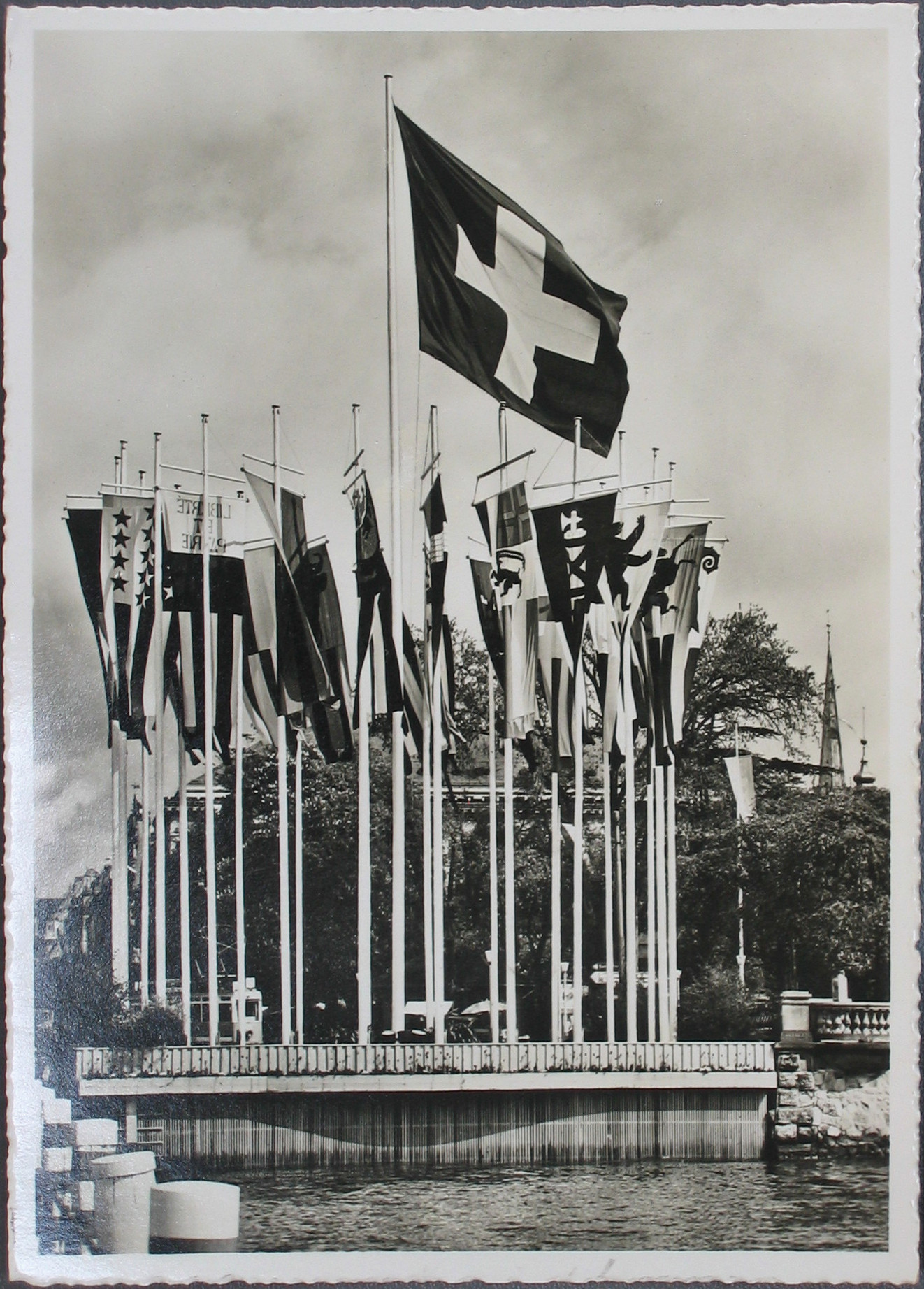
Fahnenburg der Kantonsfahnen am Bürkliplatz, Landi 1939.

Ein breites öffentliches Interesse der Schweizer Bevölkerung an Wappenkunde entwickelte sich nach dem Ersten Weltkrieg und bestand v. a. während der 1930er und 1940er Jahre, befördert durch die weit verbreiteten und während Jahrzehnten herausgegebenen schweizerischen Gemeindewappen als Sammelbildchen durch Kaffee Hag. Daher wurde es nun zunehmend als störend empfunden, wenn Kantonswappen uneinheitlich oder gar «heraldisch falsch» dargestellt wurden. Für die meisten Kantone gibt es daher Regierungsratsbeschüsse oder Verordnungen aus dieser Zeit, die die Darstellung der kantonalen Wappen genauer regeln. Die Einführung der Darstellung der Kantonswappen auf Kontrollschildern fällt ebenfalls in diese Zeit (1933). Ausserdem wurden in den einzelnen Kantonen «Wappenkommissionen» gebildet, die die einheitliche Darstellung der Gemeindewappen regeln sollten.
Für die Zürcher Gemeindewappen bestand eine solche Kommission seit 1925, die ihre Arbeit allerdings erst 1969 abschloss. Ihr bernisches Gegenstück konnte gar erst 1981 eine abschliessende Wappensammlung vorlegen.
Mit dem steigenden Interesse an Heraldik um 1930 verbunden war auch die Einführung der Kantonsfahnen. Ausschlaggebend war hier die Landesausstellung 1939. Zu dieser Ausstellung wurde auf dem Bürkliplatz eine Fahnenburg mit einer Anordnung der Kantonsfahnen um eine zentrale Schweizerfahne aufgestellt, daneben fand auch die Darstellung von um die 3000 Gemeindewappen der Schweiz in Form kleiner Fahnen, die über der «Fähnlistrasse» beim Eingang zur Landesausstellung in Zürich Enge hingen, grosse Beachtung. Zunehmend wurde es üblich, an Feiertagen und besonders am (seit 1899) als Bundesfeiertag begangenen 1. August öffentliche und private Gebäude mit Schweizer- und Kantonsfahnen zu beflaggen.
Um 1880 taucht der Begriff «Kantonsfahne» auf, einerseits als Bezeichnung für die historischen Banner der Alten Orte, andererseits als Überbegriff für die verschiedenen Feldzeichen der kantonalen Truppen vor 1830. Ab dem frühen 20. Jahrhundert wird er dann auch für historisierende Darstellungen dieser alten Banner an Anlässen wie Schützenfesten usw. verwendet. Ab den 1930er Jahren ist der Begriff geläufig für festliche Beflaggung. Die «Kantonsfahnen» werden amtlich erwähnt in den Weisungen über die Beflaggung der Gebäude des Bundes des Bundesrates von 1987. Das Fahnenreglement (Reglement 51.340 d) der Schweizer Armee erschien erstmals 2007 (mit Gültigkeit ab 2008). Es entstand unter Mitarbeit der Schweizerischen Gesellschaft für Fahnen- und Flaggenkunde (vexilla.ch). Das Reglement widmet in einem Anhang jeder Kantonsfahne eine Seite mit Angaben zu ihrer Geschichte und ihrer «Abbildung in der heute verwendeten Form».

## Standesfarben

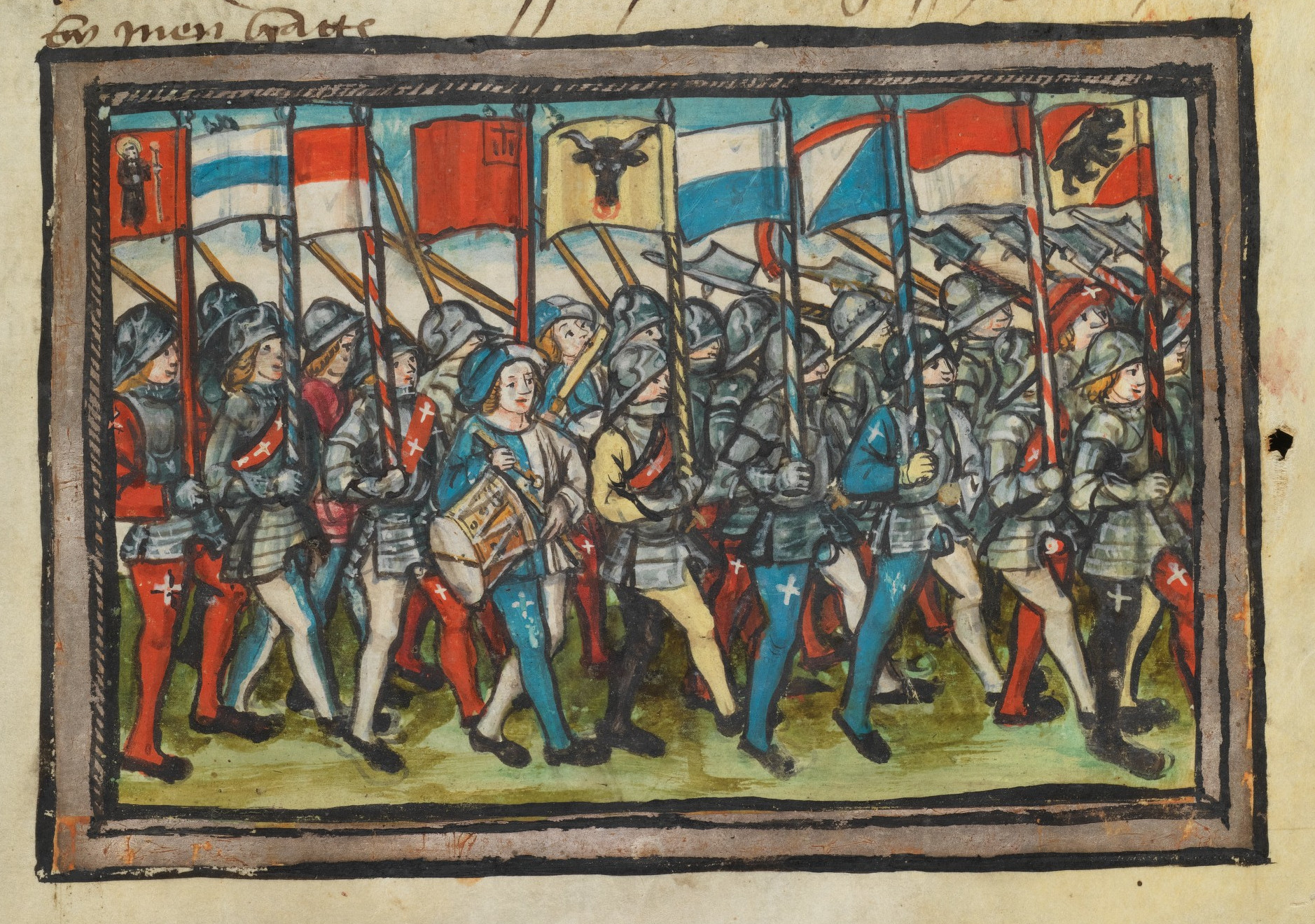
Auszug der Eidgenossen in den Sundgau (Waldshuterkrieg 1468), Darstellung der Banner der Acht Alten Orte (und Solothurn) in der Luzerner Chronik (1513)

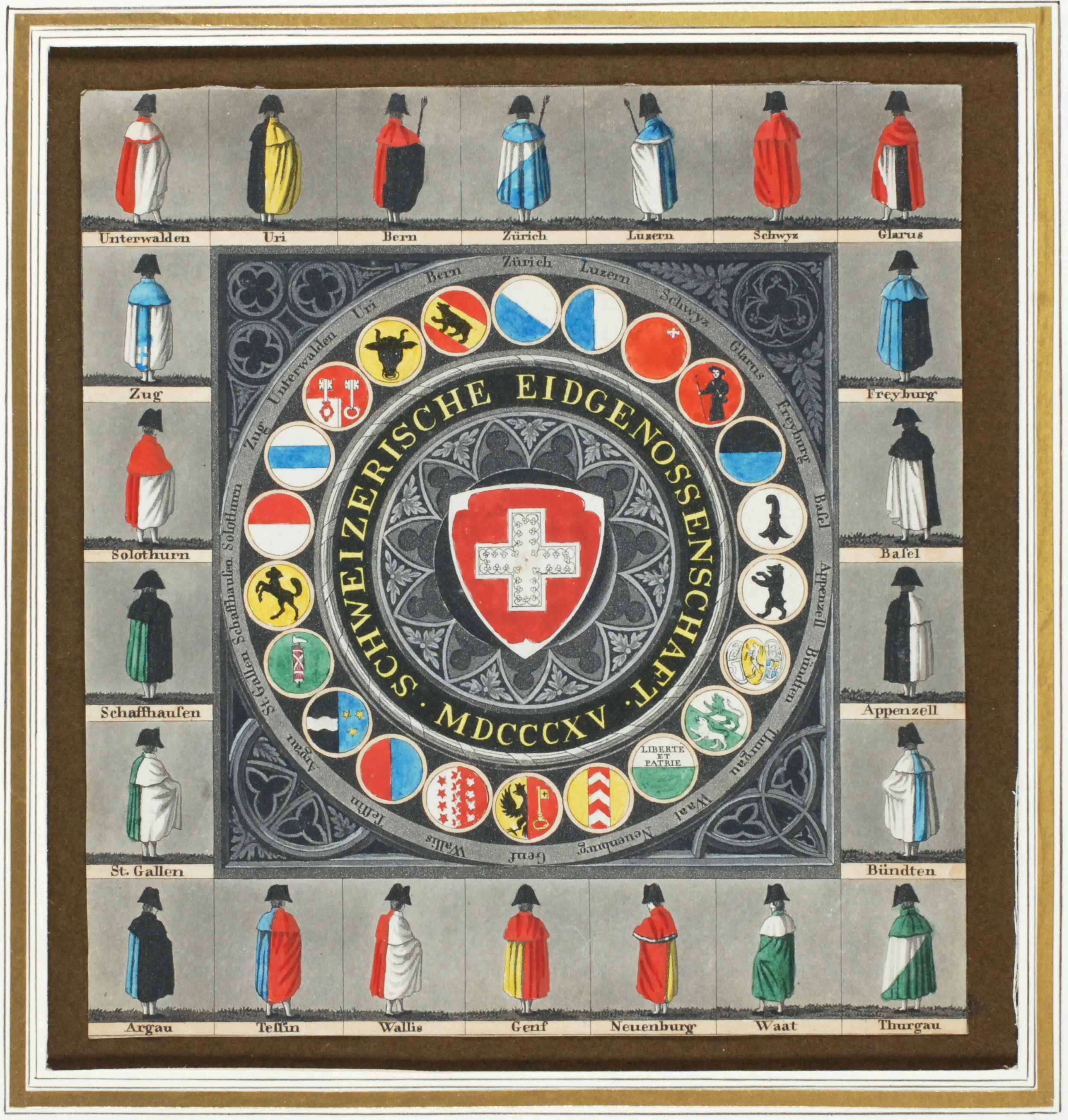
Die Mäntel der Standesweibel, angeordnet um das Siegel der Eidgenossenschaft mit den Kantonswappen (um 1820)

Die Standesfarben spielen bereits in der Eidgenossenschaft der Acht Alten Orte im 15. Jahrhundert eine Rolle. Die Farben der kantonalen Banner werden dabei in kleineren Fahnen wiederholt, ausserdem pflegten Boten der Orte sich, gegebenenfalls Mi-Parti, in den jeweiligen Standesfarben zu kleiden. Auch die Banner selbst werden gelegentlich in den Bilderchroniken auf ihre Farben reduziert, etwa in Schlachtszenen, in denen die Banner zu klein waren, um sie detaillierter zu zeichnen. So stellt Diebold Schilling der Jüngere in der Luzerner Chronik von 1513 die kantonalen Banner in der Schlacht bei Nancy (1477) dar, dabei ist das Glarner Fridolinsbanner (ohne Schwenkel) gezeichnet, die Banner von Bern und Uri erscheinen dagegen nur als horizontal in rot und schwarz bzw. gelb und schwarz geteilt. Die viergeteilten Glarner Standesfarben, rot-schwarz-weiss-rot, sind dabei nicht für das Spätmittelalter nachzuweisen, Glarus hatte zunächst die Hauptfarben rot und schwarz. Die ältesten Banner von Glarus hatten einen weissen Schwenkel, aber es ist zweifelhaft ob die dritte Standesfarbe darauf zurückzuführen sei. Fahnen in den drei Farben rot, schwarz und weiss sind erstmals für das 18. Jahrhundert nachweislich, und die offizielle Festlegung der Glarner Standesfarben geschieht erst mit Glarus als einem der 22 modernen Kantone von 1814.
In der Mediationszeit waren in der wiederbelebten Tagsatzung die Abgeordneten wieder durch ihre Standesfarben gekennzeichnet. Mit der Restauration von 1814 wurden die Standesfarben für die Mäntel der Standesweibel festgelegt. Es wurde dabei darauf geachtet, dass die Trachten der 22 Standesweibel eindeutig unterscheidbar waren. Dies wurde durch die Farbe der Pelerine realisiert, im Fall von Unterwalden, Solothurn und Wallis, alle mit den Standesfarben Rot und Weiss mit (respektive) weisser, roter und weiss-rot geteilter Pelerine.
Die Standesfarben haben weiterhin offizielle Gültigkeit und sind im Fahnenreglement der Schweizer Armee (Reglement 51.340d, 2007) festgelegt. Auf Eindeutigkeit wird dabei verzichtet, es teilen sich die Kantone Obwalden, Nidwalden, Solothurn sowie die Eidgenossenschaft selbst die Farben Rot und Weiss, die Kantone Basel-Landschaft, Wallis und Jura die Farben Weiss und Rot, Basel-Stadt und die beiden Appenzell die Farben Weiss und Schwarz, St. Gallen und Thurgau die Farben Grün und Weiss. Die Standesfarben werden oft zusammen mit den Kantonsfahnen in Form langer Knatterfahnen für festliche Beflaggungen verwendet.
Nach 1815 haben zwei Kantone ihre Standesfarben verändert: Freiburg von schwarz-blau zu schwarz-weiss (1831) und Neuenburg von rot-gelb zu grün-weiss-rot mit dem neuen Wappen von 1848. Graubünden behält offiziell die Standesfarben grau-weiss-blau (Festlegung 1803), seit der Einführung des neuen Wappens von 1932/3 wird die Farbe «Grau» aber meist als Schwarz realisiert. Schaffhausen führt mit Grün etwas unerwartet eine Farbe, die im Kantonswappen gar nicht vorkommt, angeblich vom grünen Rasenboden im Schaffhauser Stadtwappen; ähnlich verwies ehemals Blau für Freiburg auf das Stadtwappen (seit dem 17. Jahrhundert gelegentlich im Geviert mit dem Standeswappen dargestellt, seit 1803 offiziell als Stadtwappen geführt).

## Liste
Die Liste ist in der offiziellen Reihenfolge gemäss Bundesverfassung vorsortiert und kann nach den Kantonen alphabetisch sortiert werden.
Die Namen der Kantone sind in Deutsch angegeben, bei anders- bzw. mehrsprachigen Kantonen zudem in den jeweiligen Amtssprachen. Die Spalte weit rechts gibt eine Beschreibung und geht auf die Geschichte des Wappens ein, zudem wird hier auf den Hauptartikel des Wappens verwiesen.
| Kanton                                                    | Wappen                                    | Fahne | Standesfarben                           | Beschreibung |
| --------------------------------------------------------- | ----------------------------------------- | ----- | --------------------------------------- | --- |
| Zürich                                                    | Wappen des Kantons Zürich                 |       | _ blau-weiss                            | Von weiss und blau schrägrechts geteilt. Reichsfrei seit 1218, erster Beleg der Standesfarben um 1315. Die älteste Darstellung dieses Wappens stammt aus dem Jahr 1389, das älteste erhaltene Banner datiert auf 1437. Das Wappen wird meist mit schildhaltenden Löwen dargestellt. |
| Bern (französisch Berne)                                  | Wappen des Kantons Bern                   |       | _ rot-schwarz                           | In Rot ein goldener Rechtsschrägbalken, belegt mit einem schreitenden schwarzen Bären mit roten Krallen. Reichsfrei seit 1274, Darstellung eines Bären auf dem Siegel bereits 1224. Die heraldischen Farben seit dem 14. Jahrhundert (vor 1375). |
| Luzern                                                    | Wappen des Kantons Luzern                 |       | _ weiss-blau                            | Von blau und weiss gespalten. Bund mit der Eidgenossenschaft seit 1332. Die Farben Blau und Weiss gehen wohl auf das 13. Jahrhundert zurück, erster Beleg sowohl des horizontal geteilten Banners als auch des vertikal geteilten Wappenschilds um 1386. |
| Uri                                                       | Wappen des Kantons Uri                    |       | _ gelb-schwarz                          | In Gold ein schwarzer Stierkopf mit roter Zunge und rotem Nasenring. Reichsfreiheit seit 1231, das erste Siegel um 1245 zeigt einen Stierkopf im Profil, das älteste erhaltene Banner datiert auf um 1300. |
| Schwyz                                                    | Wappen des Kantons Schwyz                 |       | _ rot                                   | In Rot ein silbernes Kreuzchen im linken Obereck. Das Schwyzer Banner trug seit Ende des 13. Jahrhunderts nur die Farbe Rot. Die älteste erhaltene Darstellung einer Fahne mit einem weissen Kreuz im Obereck stammt aus dem Jahr 1470. Das weisse Kreuz ist zurückzuführen auf die Kreuzigungsdarstellung im Eckquartier des Banners. Der Wappenschild wurde noch länger nur in Rot geführt, seit dem 17. Jahrhundert erscheint das Kreuzchen gelegentlich auch im Wappen, im 18. Jahrhundert setzt sich die moderne Wappenform durch. |
| Obwalden                                                  | Wappen des Kantons Obwalden               |       | _ rot-weiss                             | Geteilt von Rot und Silber, mit einem Schlüssel in gewechselten Tinkturen. Seit dem 13. Jahrhundert sind die Farben des Wappens und des Banners zweifarbig. Der Schlüssel von St. Peter erschien im 13. Jahrhundert erstmals auf dem Siegel von Unterwalden. Das moderne Wappen wurde 1816 eingeführt. |
| Nidwalden                                                 | Wappen des Kantons Nidwalden              |       | _ rot-weiss                             | In Rot ein silberner Doppelschlüssel. Der Schlüssel von St. Peter erschien im 13. Jahrhundert erstmals auf dem Siegel von Unterwalden. Das Banner mit dem Doppelschlüssel ist erstmals 1422 belegt. |
| Glarus                                                    | Wappen des Kantons Glarus                 |       | _ rot-schwarz-weiss-rot                 | In Rot der nach rechts ausschreitende schwarzgewandete Heilige Fridolin. Das Wappen von Glarus geht zurück auf die Schlacht bei Näfels (1388), wo die Glarner unter einem Fridolins-Banner kämpften, da ihr altes Banner von den Rapperswilern erbeutet worden war. Die Darstellung der Figur des Heiligen hat über die Jahrhunderte stark variiert, die moderne Form wurde 1959 festgelegt. |
| Zug                                                       | Wappen des Kantons Zug                    |       | _ weiss-blau-weiss                      | Im weissen Schild ein blauer Balken. Wappen und Banner sind erst mit Verleihung der Reichsfreiheit 1415 belegt, eingeführt wurden sie vermutlich bereits 1352 mit der Übernahme der Stadt durch die Eidgenossenschaft. Die Form des Wappens soll sich am Babenberger (Österreicher) Wappen orientieren, damit Zug das alte Stadtsiegel weiter verwenden konnte; die Farben dürften sich am Wappen der Lenzburger anlehnen. |
| Freiburg (französisch Fribourg)                           | Wappen des Kantons Freiburg               |       | _ schwarz-weiss (vormals: schwarz-blau) | Von Schwarz und Weiss geteilt. Wappen und Banner wurden 1477 mit der Trennung von Savoyen eingeführt und blieben seither unverändert. |
| Solothurn                                                 | Wappen des Kantons Solothurn              |       | _ rot-weiss                             | Von Rot und Weiss geteilt. Reichsfrei seit 1218, erstmals belegt ist das Wappen 1394 im Stadtsiegel, die Standesfarben ab 1443. Seit 1447 wurde der Heilige Ursus als Schildhalter dargestellt, ab 1514 zwei Löwen. Mit dem Beitritt zur Eidgenossenschaft 1481 führten zwei eidgenössische Orte, Unterwalden und Solothurn, dasselbe Wappen; ab dem 17. Jahrhundert wurde das Wappen von Unterwalden zunehmend mit dem Nidwaldner Doppelschlüssel dargestellt, das Solothurner Wappen blieb unverändert. |
| Basel-Stadt                                               | Wappen des Kantons Basel-Stadt            |       | _ weiss-schwarz                         | In Silber ein schwarzer Baselstab. Der Baselstab ist eine stilisierte Darstellung des Bischofsstab, der so erstmals 1373 auf Halbpfennig-Münzen erscheint. Mit der zunehmenden Unabhängigkeit vom Fürstbischof führt die Stadt Basel den schwarzen Baselstab ab dem späten 15. Jahrhundert im Banner. Das Stadtwappen wird so gezeigt mit dem Beitritt zur Eidgenossenschaft 1501. Die Stadt Basel und der Kanton Basel-Stadt führen das Wappen des ungeteilten Kantons Basel (bis 1833) weiter. |
| Basel-Landschaft                                          | Wappen des Kantons Basel-Landschaft       |       | _ weiss-rot                             | In Silber ein linksgewendeter Baselstab mit sieben roten Krabben (gotischen Verzierungen) am Knauf. Nach der Kantonsteilung wurde das neue Wappen an einer Darstellung des Wappens des Amtes Liestal aus dem 16. Jahrhundert angelehnt. Das Liestaler hatte eine dicke rote Bordüre (Schildrand), die für das moderne Wappen weggelassen wurde. |
| Schaffhausen                                              | Wappen des Kantons Schaffhausen           |       | _ grün-schwarz                          | In Gold ein springender schwarzer Widder mit roter Zunge, goldener Krone und Mannheit, goldenen Hörnern und Hufen. Wie Bern und Uri hat Schaffhausen ein auf einer Volksetymologie beruhendes redendes Wappen. Der springende Schafbock mit einem Haus (für «Schaf-Hausen») erscheint bereits um 1180 auf Münzen. Schaffhausen war seit 1218 reichsfrei, das älteste erhaltene Banner stammt aus dem 14. Jahrhunderts und wurde bei Sempach getragen. Um 1500 zeigte das Wappen noch den aus einem Haus springenden Schafbock (wie im heutigen Stadtwappen); die Darstellung des Bocks ohne Haus für den eidgenössischen Stand wurde ab dem späteren 16. Jahrhundert üblich. |
| Appenzell Ausserrhoden                                    | Wappen des Kantons Appenzell Ausserrhoden |       | _ weiss-schwarz                         | In Silber ein aufrechter, rot gezungter und bewehrter schwarzer Bär, unten rechts begleitet von einem schwarzen Grossbuchstaben V, links von einem ebensolchen R. Das Wappen des Kantons Appenzell Ausserrhoden stellt eine Abwandlung des Wappens von Appenzell dar, das mit der Landteilung von 1597 vereinbart wurde. «VR» steht für Ussroden («äussere Rhoden» bzw. Ausserrhoden). |
| Appenzell Innerrhoden                                     | Wappen des Kantons Appenzell Innerrhoden  |       | _ weiss-schwarz                         | In Silber ein aufrechter, rot gezungter und bewehrter schwarzer Bär. Der Bär wurde um 1400 im Banner geführt, er ist dem Wappen der Fürstabtei St. Gallen entnommen. Nach der Landteilung von 1597 führte der Halbkanton Innere Rhoden das Wappen des ungeteilten Kantons Appenzell weiter. |
| St. Gallen                                                | Wappen des Kantons St. Gallen             |       | _ grün-weiss                            | In Grün eine von einem grünen Band umwundene Fasces. Das Wappen wurde mit der Kantonsgründung von 1803 neu geschaffen. Die Fasces verweist auf die Ideale der Französischen Revolution (Hoheitszeichen der Ersten Republik seit 1794) und ist «Sinnbild für Eintracht und Souveränität». Die genaue Darstellung der Fasces wurde oft diskutiert und abgeändert. Ab 1949 wurde das Beil der Fasces offiziell als «Streitaxt» bezeichnet, seit 2010 lässt die offizielle Darstellung den Dorn der Streitaxt weg und kehrte zur Bezeichnung «Beil» zurück. |
| Graubünden (rätoromanisch Grischun, italienisch Grigioni) | Wappen des Kantons Graubünden             |       | _ grau-weiss-blau                       | Geteilt, oben gespalten: im 1. gespalten von Schwarz und Silber; im 2. geviert von Blau und Gold, belegt mit geviertem Kreuz in verwechselten Farben; im 3. in Silber ein aufrechter schwarzer Steinbock. Das Kantonswappen vereint die Wappen der Drei Bünde. Der Steinbock steht für den Gotteshausbund, das Schwarz und Weiss geteilte Feld den Grauen Bund und das gevierte Kreuz in Blau und Gold für den Zehngerichtebund. Das moderne Wappen wurde erst 1932 eingeführt, nach einem Entwurf von 1895, der seinerseits eine Darstellung aus dem 16. Jahrhundert aufgegriffen hatte. Bei der Kantonsgründung von 1803 wurde kein Wappen gewählt, und die Darstellung des Kantonswappens durch die Bundesbehörden zeigten einfach die drei Wappenschilde der Drei Bünde mit ihren Schildhaltern in einem äusseren Wappenschild. |
| Aargau                                                    | Wappen des Kantons Aargau                 |       | _ schwarz-hellblau                      | Gespalten rechts in Schwarz ein silberner Wellenkamm, links in Blau drei silberne Sterne. Das Wappen wurde mit der Kantonsgründung 1803 neu geschaffen. Die Darstellung der Sterne wurde 1930 präzisiert, die Darstellung des Wellenkamms wurde nie offiziell geregelt. Die Bedeutung des Wappens wurde bei der Einführung nicht weiter erläutert, aber noch im 19. Jahrhundert setzte sich die Erklärung durch, das schwarze Feld mit Wellenkamm stehe für den Berner Aargau, die drei Sterne im linken Feld für die drei östlichen Landesteile Grafschaft Baden, Freie Ämter und Fricktal. |
| Thurgau                                                   | Wappen des Kantons Thurgau                |       | _ grün-weiss                            | Schräg geteilt von Silber und Grün mit zwei rotgezungten goldenen Löwen. Das Wappen wurde mit der Kantonsgründung 1803 eingeführt. Zugrunde liegt das alte Kyburger Wappen, später auch verwendet für die Landgrafschaft Thurgau. Die eigenwillige Tingierung wurde oft als heraldisch falsch kritisiert und gab wiederholt Anlass zu Diskussionen und Änderungsvorschlägen. |
| Tessin (italienisch Ticino)                               | Wappen des Kantons Tessin                 |       | _ rot-blau                              | Gespalten von Rot und von Blau. Bei der Kantonsgründung von 1803 wurden nur die Standesfarben Rot und Blau festgelegt. Nähere Angaben zu «Farben und Siegel des Kantons» erschienen in einem sehr unklar abgefassten Dekret von 1922. Erst 1930 wurde die heute gültige Form von Wappen und Fahne eindeutig geregelt. |
| Waadt (französisch Vaud)                                  | Wappen des Kantons Waadt                  |       | _ weiss-grün                            | Von Weiss und Grün geteilt, oben die in drei Zeilen angeordneten Worte «Liberté et Patrie» in goldenen schwarz umränderten Lettern. Bei der Kantonsgründung 1803 nahm man die Fahne der kurzlebigen République lémanique (1798) als Vorbild, allerdings mit Ersetzung von Égalité («Gleichheit») durch Patrie («Vaterland»). Die Festlegung der Farbgebung des Schriftzugs ist erst seit 2003 offiziell. Die Standesfarben sind Weiss und Grün. |
| Wallis (französisch Valais)                               | Wappen des Kantons Wallis                 |       | _ weiss-rot                             | Gespalten von Silber und Rot mit 13 pfahlweise 4,5,4 gestellten fünfstrahligen Sternen in verwechselten Farben. Das Walliser Kantonswappen von 1815 geht zurück auf die Walliser Zehndenrepublik, die seit dem 16. Jahrhundert diese Form des Wappens verwendete, allerdings mit schwankender Anzahl der Sterne. Die Farben dürften aus dem Wappen des Bistums Sitten übernommen worden sein. Um 1802 waren es 12 Sterne für die 12 Distrikte. Der 13. Stern im Wappen von 1815 steht für den Bezirk Conthey. |
| Neuenburg (französisch Neuchâtel)                         | Wappen des Kantons Neuenburg              |       | _ grün-weiss-rot (vormals: rot-gelb)    | Zweimal gespalten von Grün, Silber und Rot mit einem schwebenden silbernen Kreuzchen im rechten Obereck. Das Neuenburger Kantonswappen wurde 1848 neu geschaffen, zuvor wurde das Wappen der Stadt Neuenburg verwendet. |
| Genf (französisch Genève)                                 | Wappen des Kantons Genf                   |       | _ gelb-rot                              | Gespalten, vorn in Gold ein rot gekrönter, gezungter und bewehrter schwarzer halber Adler am Spalt; hinten in Rot ein goldener Schlüssel mit linksgewendeten Bart. Bei der Kantonsgründung 1815 wurde das Stadtwappen von Genf als Kantonswappen übernommen. Genf war seit 1162 reichsfrei unter der Herrschaft des Prinzbischofs von Genf. Das Stadtwappen ist in dieser Form seit der Mitte des 15. Jahrhunderts belegt. Der Reichsadler steht für die Reichsunmittelbarkeit, der Schlüssel Petri wurde aus dem Wappen des Domkapitels St. Petri übernommen. Seit der Reformation wurde unter dem Wappen oft der lateinische Wahlspruch Post tenebras lux gezeigt. Ebenfalls seit der Reformation wird das Wappen von einer halben Sonne mit dem Jesus-Trigramm IHΣ gekrönt.                                                      |
| Jura (französisch Jura)                                   | Wappen des Kantons Jura                   |       | _ weiss-rot                             | Gespalten von Silber mit rotem Baselstab und von Rot mit drei silbernen Balken. Das Wappen ist eine Neuschöpfung aus der Zeit der Kantonsgründung in den 1970er Jahren. Der Baselstab verweist auf die ehemalige Herrschaft des Fürstbistums Basel. Die sieben Streifen stellen einen an sich irredentistischen Verweis auf die eigentlich sieben Amtsbezirke des Berner Jura dar. Nur drei dieser Bezirke bilden den heutigen Kanton Jura: Delsberg, Pruntrut und Freiberge. |